# St-Jérôme (Argelès-sur-Mer)
Die vorromanische Kapelle St-Jérôme liegt unweit der Ortschaft Argelès-sur-Mer im Département Pyrénées-Orientales in der südfranzösischen Region Okzitanien in der alten Kulturlandschaft des Roussillon. Sie gehört zu den wenigen Kirchenbauten im Süden Frankreichs, bei denen noch Einflüsse bzw. Nachwirkungen aus der westgotischen Architektur vermutet werden. Namenspatron der Kirche ist der hl. Hieronymus (katalanisch Sant Jeroni).

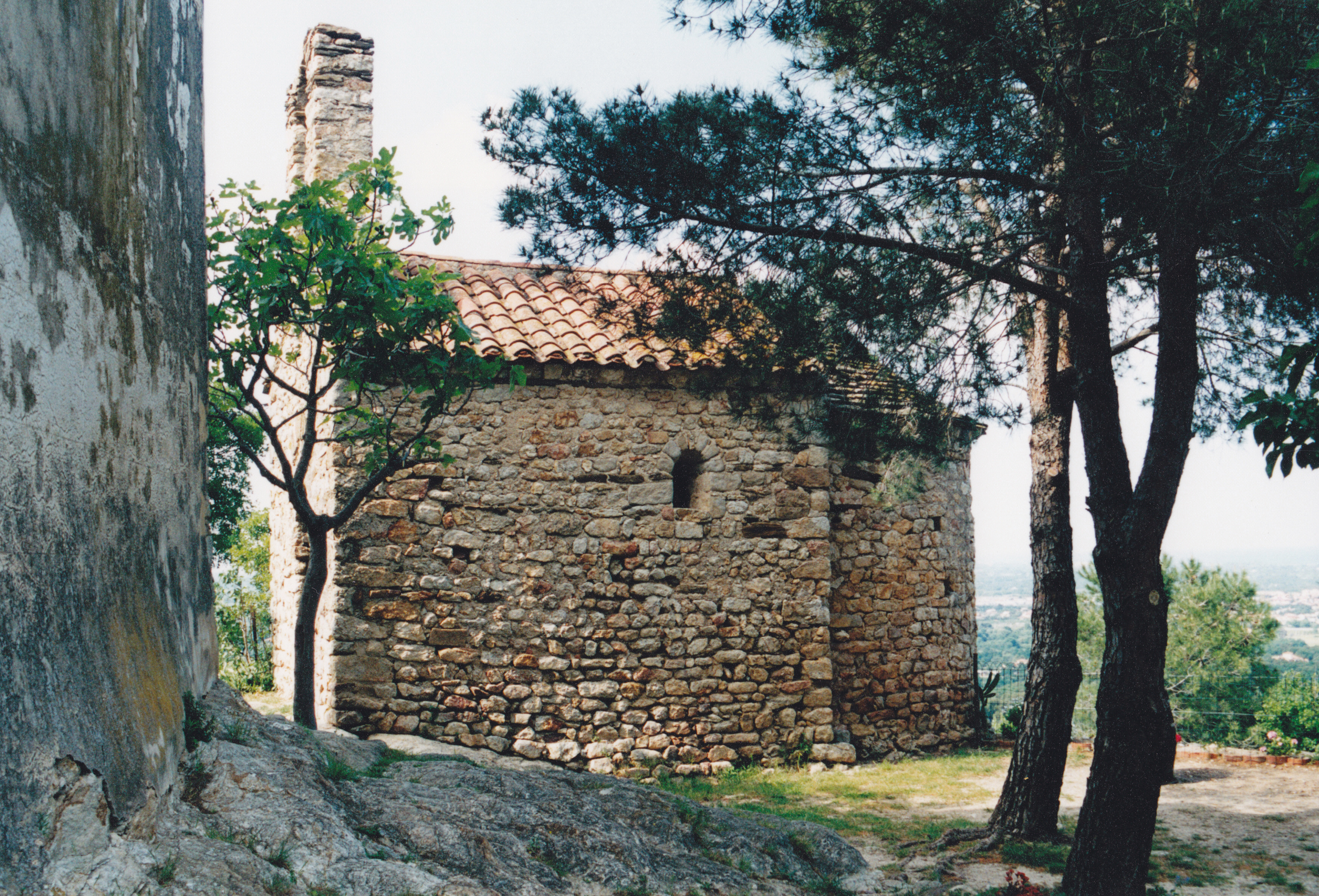
Kapelle Saint-Jérôme d’Argelès

## Lage
Der kleine Kirchenbau befindet sich in einer Höhe von ca. 110 m ü. d. M. im französischen Teil des Albères-Gebirges etwa 3 km (Fußweg) südwestlich der Ortschaft Argelès-sur-Mer und nur etwa 11 km (Luftlinie) von der Grenze zu Spanien (Katalonien) bei Cerbère entfernt. Die ebenfalls in Teilen präromanische Kirche St-Ferréol-de-la-Pave ist nur ca. 1 km (Luftlinie) in südwestlicher Richtung entfernt.

## Baugeschichte
Zur Baugeschichte der kleinen Kapelle liegen keinerlei Informationen vor. Der Bau wird jedoch von einigen Forschern dem 10. Jahrhundert, also der präromanischen Kunst, zugerechnet, während andere ihn deutlich später datieren. Die kleine Kirche blieb erhalten, weil sich nach der Französischen Revolution einige Familien aus Argelès der Kirchengebäude annahmen und so der Nachwelt erhielten.

## Architektur

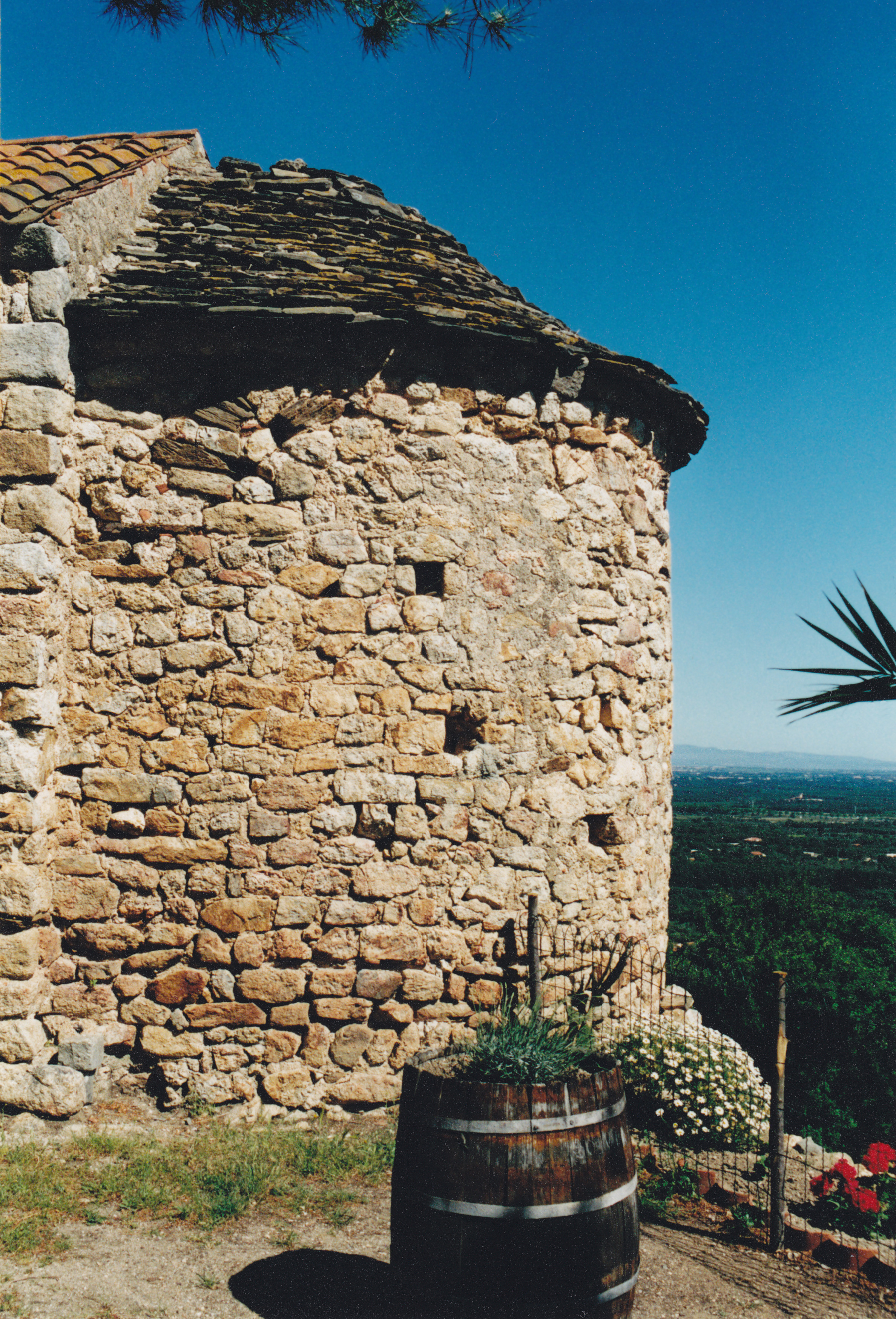
Apsis

Die Steine des Kirchenbaues sind meist unbearbeitet, was auf eine frühe Bauzeit hindeutet. Lediglich die größeren Ecksteine sind etwas geglättet und verleihen dem Bau das notwendige Maß an Stabilität. Die meisten Steine liegen in einem Mauerwerksverband in Reihen übereinander, die aber an manchen Stellen auch unterbrochen sind, was auf spätere Ausbesserungsarbeiten verweist.

### Außenbau
Die Kapelle besteht aus einem etwa 5,20 Meter langen Kirchenschiff und einer etwa 2,10 Meter tiefen Apsis, die sowohl in der Breite wie in der Höhe kleiner dimensioniert ist als das Kirchenschiff. Über der schmucklosen Westwand, in welcher sich noch Andeutungen des ursprünglich größeren Eingangsportals finden, erhebt sich ein einfacher Glockengiebel (ohne Glocke). Licht dringt durch ein kleines Rundfenster im Eingangsgiebel und zwei ebenso kleine, ursprünglich unverglaste, romanische Seitenfenster ein.

### Innenraum
Im Innern sind beide Bauteile gewölbt. Den Übergang vom Kirchenschiff zur Apsis bildet ein sogenannter Triumphbogen, dessen Bogenwölbung am unteren Ende leicht eingezogen ist, so dass man – vorsichtig – von einem Hufeisenbogen sprechen kann. Dieses Element ist charakteristisch für die westgotische, andalusisch-islamische und die mozarabische Architektur; in der Romanik taucht es nur noch äußerst selten auf.